# Urban Karlström
Svante Urban Karlström, född 15 april 1953, är en svensk ämbetsman. Han tillträdde 1 januari 2012 som generaldirektör för Fortifikationsverket.
Karlström är ekonomie doktor i nationalekonomi från Handelshögskolan i Stockholm. Han tjänstgjorde som chefsekonom på Riksgäldskontoret 1986-1988, kansliråd på Finansdepartementet 1989-1991, planeringschef på Kommunikationsdepartementet under Mats Odell 1991-1994, generaldirektör på Kommunikationsforskningsberedningen (KFB) 1994-2000 samt generaldirektör på Statens väg- och transportforskningsinstitut (VTI) 2000-2007. Han har även haft flera utredningsuppdrag, bland annat om Botniabanan mellan åren 1994 och 1996. Mellan åren 2007 och 2011 var Karlström statssekreterare hos Mats Odell på Finansdepartementet. Där ansvarade han för finansmarknadsfrågor, översynen av stabsmyndigheter och frågor som rör arbetet med att minska statens företagsägande.
Han mottog 2007 Ekonomiska forskningsinstitutet vid Handelshögskolan i Stockholms årliga pris, kallat SSE Research Award (tidigare EFI Research Award) till personer som "aktivt bidragit till att skapa goda förutsättningar för forskning inom de administrativa och ekonomiska vetenskaperna".
Karlström invaldes 2008 som ledamot av Ingenjörsvetenskapsakademien.

## Utmärkelser
- SSE Research Award 2007
- Ledamot av Ingenjörsvetenskapsakademien sedan 2008